# Michael Lanzl
Michael Lanzl (ur. 1888, zm. ?) – zbrodniarz nazistowski, esesman, członek załogi niemieckiego obozu koncentracyjnego Dachau.
Członek NSDAP od maja 1937 i Waffen-SS od września 1944. Od września 1944 do kwietnia 1945 pełnił służbę jako strażnik i kierownik komanda więźniarskiego w obozie głównym Dachau. Przez około pięć tygodni był również Blockführerem w jednym z podobozów.
W procesie załogi Dachau (US vs. Otto Becker i inni), który miał miejsce w dniach 21–23 października 1946 przed amerykańskim Trybunałem Wojskowym w Dachau skazany został na 3 lata pozbawienia wolności.